# Edie Brickell & New Bohemians
Edie Brickell and New Bohemians amerikansk musikgrupp bildad i Texas 1985. Gruppen bestod av Edie Brickell (gitarr & sång), Kenny Withrow (gitarr), Brad Houser (bas), John Bush (trummor), Matt Chamberlain (trummor) m. fl.
Gruppen fick en hit med "What I Am" i början av 1989 och nådde då Billboard-listans 4:e plats.

## Medlemmar

### Nuvarande medlemmar
- Brandon Aly – trummor
- Edie Arlisa Brickell – sång, gitarr
- John Walter Bush – slagverk
- John Bradley Houser – basgitarr, träblåsinstrument
- Kenneth Neil Withrow – gitarr

### Tidigare medlemmar
- Carter Albrecht – keyboard, elgitarr, munspel, sång (död 2007)
- Wes Burt-Martin – gitarr
- Matt Chamberlain – trummor
- Eric Presswood – gitarr
- Chris Wheatley – keyboard
- Chris Whitten – trummor
- Paul "Wix" Wickens – keyboard

## Diskografi

### Album
- Shooting Rubberbands At The Stars (1988)
- Ghost Of A Dog (1990)
- The Live Montauk Sessions (1999)
- Ultimate Collection  (samlingsskiva) (2002)
- Stranger Things (2006)
- Rocket (2018)
- Hunter and the Dog Star (2021)

### Singlar
- "What I Am" / "I Do" (1989)
- "Circle" / "Now" (1989)
- "Love Like We Do" / "Plain Jane" (1989)
- "Mama Help Me" / "Oak Cliff Bra" (1990)